# Fernando Omar Zuloaga
Fernando Omar Zuloaga (1951 - ) é um biólogo e botânico argentino.
Em 1974 obteve a licenciatura em botânica na  Faculdade de Ciências Naturais da Universidade Nacional de La Plata, 1974. Em 1978 defendeu sua tese de doutorado em Ciências Naturais, orientação em botânica. Obteve bolsas de estudo em prestigiosas instiutuições, tais como John Simon Guggenheim Memorial Foundation (1990) e Jessie Smith Noyes Foundation (1991).

## Distinções
- Senior Scientist do "Jardim Botânico de Missouri", 1991
- Acadêmico da Academia Nacional de Ciências (Argentina), 2002
- Prêmio “Conservar o Futuro”, da "Administração de Parques Nacionais", 2003
- Prêmio Konex "Ciência e Tecnologia", 2003. Diploma de Mérito em Biología Vegetal.

## Docência e pesquisas
- Professor Titular de Fitogeografia na Universidade Nacional de La Plata, (desde 1994)
- Investigador do Conselho Nacional de Investigações Científicas e Técnicas (Argentina) (CONICET), 1979, na categoria de pesquisador principal a partir de 1998
- Curador do Instituto de Botânica Darwiniano, 1991 a 1996
- Subdiretor do Instituto de Botânica Darwiniano, 1997 - 1998
- Chefe da  Seccão Sistemática do  Instituto Darwiniano, outubro de 1991 a junho de 1996
- Membro do Conselho Diretor do  Instituto Darwiniano, outubro de 1993 a junho de 1996
- Diretor da revista Darwiniana, 1997 em diante
- Diretor do Instituto de Botânica Darwiniana, desde 1998.
- Diretor do projeto "Flora de la provincia de Jujuy".

## Obras publicadas
- 105 trabalhos científicos publicados, incluindo três livros sobre o Catálogo das Plantas Vasculares da Argentina, publicados entre 1994 e 1999. Sessenta trabalhos publicados entre 1993 e 2002.